# Chevrolet Series AD Universal
Chevrolet Series AD Universal або Chevrolet Universal AD — це автомобіль Chevrolet, продаж якого почався у 1930 році. Доступний у різних типах кузова, зокрема як 2-дверне купе, 4-дверний седан і фургон. Загальне виробництво скоротилося через крах на Уолл-стріт у 1929 році, тоді як було виготовлено 864 243, а 39 773 — з Ошави. Семимільйонний Chevrolet з 1912 року був виготовлений 28 травня 1930 року на заводі Flint Assembly.